# Petra Mandula
Petra Mandula (n. 17 de enero de 1978 en Budapest) es una ex tenista húngara. Representó a su país en los Juegos Olímpicos de Sídney 2000, siendo eliminada por Amanda Coetzer de Sudáfrica en la primera ronda. Cuatro años después, en los Juegos Olímpicos de Atenas 2004, fue derrotada nuevamente en primera ronda, pero esta vez por Patty Schnyder de Suiza.
Alcanzó los cuartos de final en el Torneo de Roland Garros 2001, perdiendo contra la eventual finalista Kim Clijsters de Bélgica.

## Finales en la WTA

### Dobles 11 (7–4)
| Leyenda          |   |
| Grand Slam       | 0 |
| Campeonatos WTA  | 0 |
| Tier I           | 0 |
| Tier II          | 0 |
| Tier III         | 3 |
| Tier IV & V      | 4 |
| Juegos Olímpicos | 0 |

| Títulos por Superficie |   |
| Dura                   | 0 |
| Tierra batida          | 7 |
| Césped                 | 0 |
| Carpeta                | 0 |

| Resultado | No. | 'Fecha                   | Torneo                 | Superficie    | Pareja            | Oponentes                                   | Marcador            |
| Finalista | 1.  | 13 de febrero de 2000    | Bogotá, Colombia       | Tierra batida | Rita Kuti-Kis     | Laura Montalvo Paola Suárez                 | 4–6, 2–6            |
| Finalista | 2.  | 29 de octubre de 2000    | Bratislava, Eslovaquia | Dura          | Patricia Wartusch | Karina Habšudová Daniela Hantuchová         | W/O                 |
| Ganadora  | 1.  | 17 de junio de 2001      | Taskent, Uzbekistán    | Tierra batida | Patricia Wartusch | Tatiana Perebiynis Tatiana Poutchek         | 6–1, 6–4            |
| Ganadora  | 2.  | 16 de junio de 2002      | Viena, Austria         | Tierra batida | Patricia Wartusch | Barbara Schwartz Jasmin Wöhr                | 6–2, 6–4            |
| Ganadora  | 3.  | 14 de julio de 2002      | Viena, Austria         | Tierra batida | Patricia Wartusch | Gisela Dulko Conchita Martínez              | 6–2, 6–1            |
| Finalista | 3.  | 22 de septiembre de 2002 | Tokio, Japón           | Dura          | Patricia Wartusch | Svetlana Kuznetsova Arantxa Sánchez Vicario | 2–6, 4–6            |
| Finalista | 4.  | 2 de marzo de 2003       | Acapulco, México       | Clay          | Patricia Wartusch | Émilie Loit Åsa Svensson                    | 3–6, 1–6            |
| Ganadora  | 4.  | 13 de abril de 2003      | Estoril, Portugal      | Tierra batida | Patricia Wartusch | Maret Ani Emmanuelle Gagliardi              | 6–7(3), 7–6(3), 6–2 |
| Ganadora  | 5.  | 20 de abril de 2003      | Budapest, Hungría      | Tierra batida | Elena Tatarkova   | Conchita Martínez Tatiana Perebiynis        | 6–3, 6–1            |
| Ganadora  | 6.  | 4 de mayo de 2003        | Bol, Croacia           | Tierra batida | Patricia Wartusch | Emmanuelle Gagliardi Patty Schnyder         | 6–3, 6–2            |
| Ganadora  | 7.  | 2 de mayo de 2004        | Budapest, Hungría      | Tierra batida | Barbara Schett    | Virág Németh Ágnes Szávay                   | 6–3, 6–2            |